# Eumaeini
Tribu
Les Eumaeini forment une tribu d'insectes lépidoptères (papillons) de la famille des Lycaenidae, sous-famille des Theclinae.

## Dénomination
La tribu a été décrite par l'entomologiste britannique Edward Doubleday en 1847.

## Taxonomie
La tribu se subdivise en groupes :
Groupe de l'Eumaeus
- Eumaeus
- Mithras
- Paiwarria
- Theorema

Groupe du Brangas
- Brangas
- Enos (incluant Falerinota)
- Evenus (incluant Poetukulunma)
- Lamasina
- Thaeides

Groupe de l'Atlides
- Arcas
- Atlides (incluant Riojana)
- Pseudolycaena
- Theritas (incluant Denivia, Lucilda, Margaritheclus)

Groupe du Micandra
- Brevianta
- Busbiina
- Ipidecla
- Johnsonita
- Micandra (incluant Egides)
- Penaincisalia (incluant Abloxurina, Candora etc.)
- Phothecla
- Podanotum
- Rhamma (incluant Paralustrus, Pontirama, Shapiroana)
- Salazaria
- Temecla
- Timaeta (incluant Jagiello, Trochusinus)

Groupe du Thereus
- Arawacus
- Contrafacia
- Kolana
- Rekoa
- Thereus (incluant Noreena, Pedusa)

Groupe du Satyrium
- Chlorostrymon
- Magnastigma
- Ocaria (incluant Lamasa, Variegatta)
- Phaeostrymon
- Satyrium (incluant Harkenclenus, Neolycaena etc.)

Groupe du Callophrys
- Callophrys (incluant Incisalia, Mitoura, Xamia etc.)
- Cyanophrys

Groupe du Thestius
- Bistonina
- Megathecla (incluant Gullicaena)
- Lathecla
- Thestius

Groupe de l'Allosmaitia
- Allosmaitia
- Janthecla
- Laothus

Groupe du Lamprospilus
- Arumecla
- Calycopis (incluant Calystryma, Femniterga etc.)
- Camissecla
- Electrostrymon (incluant Angulopis)
- Lamprospilus
- Ziegleria (incluant Kisutam)

Groupe du Strymon
- Strymon  (incluant Eiseliana)

Groupe du Tmolus  '
- Exorbaetta
- Gargina
- Ministrymon
- Nicolaea
- Ostrinotes
- Siderus
- Strephonota (incluant Dindyminotes, Letizia etc.)
- Theclopsis (incluant Asymbiopsis)
- Tmolus

Groupe du Panthiades
- Beatheclus (Bálint & Dahners, 2006)
- Ignata
- Michaelus
- Oenomaus
- Olynthus
- Panthiades (incluant Cycnus)
- Parrhasius
- Porthecla
- Thepytus

Groupe de l'Hypostrymon
- Apuecla
- Aubergina
- Balintus
- Celmia (incluant Cyclotrichia)
- Dicya (incluant Caerofethra)
- Hypostrymon
- Iaspis
- Marachina
- Nesiostrymon
- Terenthina
- Trichonis

Groupe de l'Erora
- Erora
- Chalybs
- Semonina
- Symbiopsis